# 圣马塞尔-贝拉克伊
圣马塞尔-贝拉克伊（法語：Saint-Marcel-Bel-Accueil，法語發音：[sɛ̃ maʁsɛl bɛl akœj]）是法国伊泽尔省的一个市镇，位于该省西北部，属于拉图尔迪潘区。

## 地名
该市镇原名“贝拉克伊”（Bellacueil），包含圣马塞尔（Saint-Marcel）和梅斯纳斯（Messenas）两部分。1789-1793年间，该市镇名为“蒙马塞尔”（Mont-Marcel），之后为“圣马塞尔德米略”（Saint-Marcel-de-Milieu），1802年更名为今天的“圣马塞尔-贝拉克伊”（Saint-Marcel-Bel-Accueil）。

## 地理
圣马塞尔-贝拉克伊（45°38'51"N, 5°14'9"E）面积18.23 平方千米，位于法国奥弗涅-罗讷-阿尔卑斯大区伊泽尔省，该省份为法国东南部内陆省份，北起顺时针与安省、萨瓦省、上阿尔卑斯省、德龙省、阿尔代什省、卢瓦尔省和罗讷省。
与圣马塞尔-贝拉克伊接壤的市镇（或旧市镇、城区）包括：布尔关雅略、弗龙托纳、利勒达博、莫拉、圣萨万、韦内里约、韦西略。

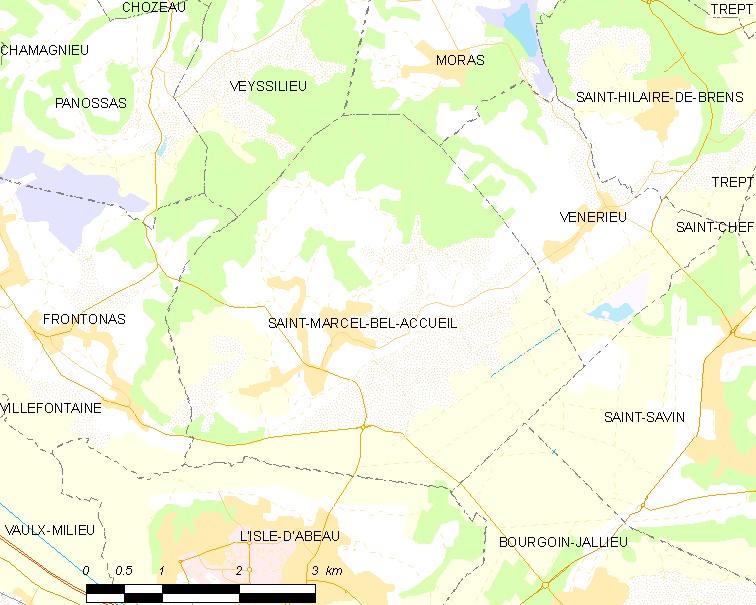
圣马塞尔-贝拉克伊的OSM定位图

圣马塞尔-贝拉克伊的时区为UTC+01:00、UTC+02:00（夏令时）。

## 行政
圣马塞尔-贝拉克伊的邮政编码为38080，INSEE市镇编码为38415。

## 政治
圣马塞尔-贝拉克伊所属的省级选区为布尔关雅略县。

## 人口

1962-2008年间圣马塞尔-贝拉克伊人口变化图示

圣马塞尔-贝拉克伊于2022年1月1日时的人口数量为1507人。